# برومیو ۲۶۱۹۷
سیارک ۲۶۱۹۷ (به انگلیسی: 26197 Bormio، نامگذاری:1997FN1) بیست و شش هزار و صد و نود و هفتمین سیارک کشف شده‌است که در ۳۱ مارس ۱۹۹۷ کشف شد.
قدر مطلق سیارک برابر ۱۱.۲ است.